# Pierre François Xavier de Charlevoix
Pierre François Xavier de Charlevoix (San Quintín, Picardía, 29 de octubre de 1682 - La Flèche, 1 de febrero de 1761: XV ) fue un jesuita francés, viajero e historiador que realizó un viaje en 1720-1722 por el interior de la Norteamérica colonial francesa, cuyo relato le ha supuesto ser distinguido como el primer historiador de la Nueva Francia,: 1  la colonia francesa que entonces comprendía gran parte de las tierras conocidas por los europeos.
Según Louise Phelps Kellogg,[¿quién?] «Charlevoix no tenía el temperamento de los primeros jesuitas de la Nueva Francia. No era de ninguna manera un fanático, y no tenía vocación para entregarse a una vida de sufrimiento y privaciones para la conversión de las almas indias. Más bien, era un hombre de temperamento académico, interesado como observador en los asuntos mundanos. [...] Tenía una ávida curiosidad respecto a la vida, en lugar de una ardiente ambición de ser él mismo un moldeador de destino».

## Primeros años

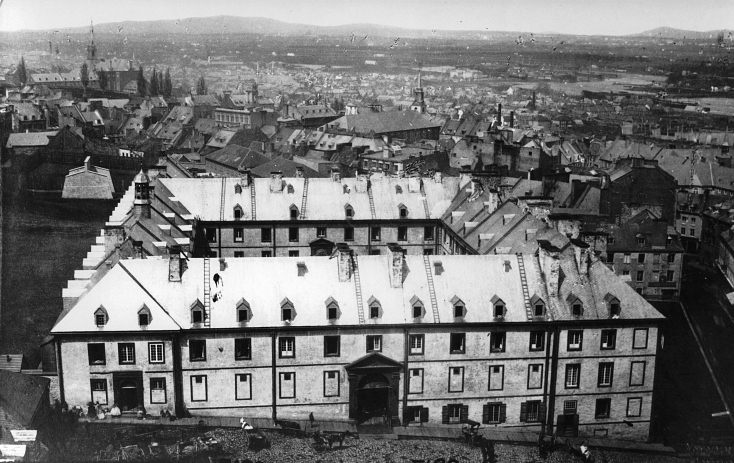
Colegio de los Jesuitas en Quebec

Pierre François Xavier de Charlevoix nació en San Quintín en la región de Picardía, en Francia. Descendiente de un linaje de nobleza menor, el padre de Charlevoix ocupó el cargo de adjunto al fiscal general y sus antepasados habían servido en puestos de «gran confianza y alta responsabilidad»,: 1  como oficiales jurídicos, concejales y alcaldes.
En 1698 a los 16 años ingresó en el noviciado de los jesuitas en París.: 1  Entre 1705 y 1709 Charlevoix fue enviado por un período de regencia en su formación en el Colegio de los Jesuitas, Quebec: 2  como era lo habitual en la época. Al terminar, regresó a París para estudiar en el Liceo Louis-le-Grand antes de convertirse en profesor de belles lettres. Uno de sus alumnos fue el joven Voltaire,: 2  que más tarde desarrolló fuertes puntos de vista sobre la Nueva Francia. (ver: A few acres of snow).
Charlevoix fue ordenado sacerdote en 1713. En 1715, publicó su primera obra completa, sobre el establecimiento y el progreso de la iglesia católica en Japón, añadiendo extensas notas sobre los modales, las costumbres y los trajes de los habitantes del Imperio de Japón y su situación política general, y de la topografía y la historia natural de la región.

## Viajes
El trabajo de Charlevoix fue detenido por una comisión real del regente Felipe II de Orleans requiriéndole un estudio de las fronteras históricas de Acadia, recientemente cedida a los británicos en el Tratado de Utrecht (1713).: 2  Sin embargo, su conocimiento de la Norteamérica colonial condujo a una ampliación de su misión, ahora para encontrar una ruta hacia el océano Pacífico. Después de haber perdido recientemente el control de la bahía de Hudson y carente de fondos para una gran expedición, la Corona francesa equipó a Charlevoix con dos canoas, ocho voyageurs y mercancía básica.: 3 
En julio de 1720 se embarcó en La Rochelle para las misiones de Canadá y llegó a Quebec a finales de septiembre. Partió a través del río San Lorenzo y los Grandes Lagos hasta Michilimackinac, donde hizo una excursión a la parte inferior de Green Bay. Luego viajaron a lo largo de la orilla oriental del lago Míchigan, tratando de alcanzar el río Illinois a través del río Chicago, pero la poca profundidad del agua los obligó a remontar el St. Joseph hasta las cabeceras del Theakiki, cuyas aguas drenan en el río Illinois, y luego en el río Misisipí.
Descendió este gran río hasta su desembocadura, y visitó el país de los illinois. El barco en el que se embarcó para ir desde allí hasta Santo Domingo naufragó en la entrada del canal de Bahamas. Charlevoix y sus compañeros regresaron al Misisipí, siguiendo la costa de Florida.
Su segundo viaje a Santo Domingo fue más afortunado. Llegó a la colonia a principios de septiembre de 1722, siendo emabarcado de nuevo al final de ese mes y desembarcando en el puerto de Havre el 24 de diciembre.
Sus registros de la geografía local fueron utilizados más tarde para mejorar los mapas regionales. En última instancia, no alcanzó el éxito en llegar al Pacífico, pero informó a su regreso en 1722 de dos rutas posibles: una por el río Misuri «cuya fuente está ciertamente no muy lejos del mar», y otra mediante el establecimiento de una misión en territorio sioux, desde la que sería posible contactar con tribus más al oeste.
El propósito del viaje, según Charlevoix, fue el de «investigar sobre el Mar Occidental, pero [que] todavía da la impresión de no ser más que un viajero o misionero».: 4  Charlevoix mantuvo un registro de todo el viaje, el Journal d’un voyage fait par l’ordre du Roi dans l’Amérique Septentrionale de la Nouvelle France.: 4 

## Últimos años
Charlevoix realizó un viaje a Italia, y siguió llevando a cabo diferentes trabajos en su orden. En 1724, publicó La Vie de la Mère Marie de l'Incarnation y en 1730, Histoire de l’île de Saint-Domingue. En años posteriores (1733-1755) fue uno de los directores del Journal de Trévoux, una revista mensual de literatura, historia y ciencia.
Después del estudio de diferentes autores y de sus propias observaciones personales, publicó en 1744 Histoire et description générale de la Nouvelle France, que constituyó en la época el libro más completo sobre la historia y la geografía de la colonia francesa. En 1756, publicó una Histoire du Paraguay.
Su muerte en La Flèche el 1 de febrero de 1761, le impidió progresar en su historia de la Nueva Francia más allá de 1736.

## Legado
Muchos lugares han sido nombrados en su memoria (aparece listados en la Wikipedia en inglés en Charlevoix (disambiguation)): la región de Charlevoix, cerca de Quebec City; el condado de Charlevoix y su sede condal, la ciudad de Charlevoix, en el estado de Míchigan. Una estación de metro de Montreal, Charlevoix, lleva también su nombre.

## Obras
Sus obras, enumeradas en la Bibliographie des Pères de la Compagnie de Jesus [Bibliografía de los padres de la Compañía de Jesús], de Carlos Sommervogel, se dividen en dos grupos. Varios de sus trabajos tienen mapas del filósofo francés e ingeniero Jacques-Nicolas Bellin, que representan el material más preciso de su época.: 6 
- Histoire du Japon ou l’on trouvera tout ce qu’on a pu apprendre de la nature & des productions du Pays, du caractere & des Coutumes es Habitants, du Gouvernment & du Commerce, des Revolutions arrivees dans l’Empire & dan la Religion; & l’examen de tous les Auteurs, qui ont écrit fur le meme sujet. (Rouen, 1715 en 3 volúmenes. 1736 en 2 volúmenes, después en 9 volúmenes y luego revisada en 6 volúmenes en 1754. Paris, Rollin, 1754, 6 vol.)

- Histoire et description générale du Japon (1736), una ampliación del trabajo anterior, de Engelbert Kaempfer.[1]: XXIII

- Histoire de L’Isle Espagnole Ou de S. Domingue. Ecrite Particulierement Sur Des Memoires Manuscrits du P. Jean- Baptiste de Pers, Jesuite, missionnaire A Saint-Domingue, & Sur Les Pieces Originales, Qui Se Conservent Au Depot de La Marine, París, 1730-1731. 2 volúmenes, Ámsterdam, L’Honoré, 1733; Un tratamiento en dos volúmenes de la isla de (La Española), basada en las memorias manuscritas del padre Father Jean-Baptiste Le Pers y fuentes originales.(texto en Gallica: tomo 1 ; tomo 2).

- Histoire de Paraguay (Paris, Desaint & Saillant, 1756), un conglomerado de textos originalmente destinados a un proyecto de “History of the New World”.[2]: 5

- Vie de la Mère Marie de I'Incarnation, institutrice et première supérieure des Ursulines de la Nouvelle-France (1724), una biografía de Marie Guyart, fundadora de las Ursulinas de Quebec, que ayudó a los náufragos de Charlevoix frente a la costa de la Florida.[2]: 4

- Histoire et description générale de la Nouvelle France, avec le Journal historique d’un voyage fait par ordre du roi dans l’Amérique septentrionale. 1722. Nyon, Paris. 1744. 3 tomos, una obra en tres volúmenes de capital importancia para la historia de Canadá.. (Texto en Gallica : tome 1, tome 2, tome 3 (Journal adressé à Madame la Duchesse de Lesguières); trad.inglesa en:  (1744; en inglés 1769; tr. J. G. Shea, 1866–1872).

- Ornithologie du Canada quelques groupes d'après la nomenclature du Smithsonian Institution, de Washington (con James MacPherson Le Moin y Pierre Boucher).

- Histoire de l’établissement, des progrès et de la décadence du Christianisme dans l’empire du Japon. Lovaina, Vanlinthout et Vanderzande, 1828-1829. 2 vol.